# Leoš Firkušný
Leoš Firkušný (16. července 1905, Napajedla – 9. července 1950, Buenos Aires, Argentina) byl český muzikolog.
Byl starším bratrem světově proslulého klavírního virtuóza Rudolfa Firkušného. Byl odborníkem na Leoše Janáčka a udělal mnoho pro prosazení jeho hudby v zahraničí. Byl jedním ze zakladatelů mezinárodního festivalu Pražské jaro.